# 徐德新
聖徐德新（1750年12月8日—1815年9月14日）原名若望-加俾額爾-杜林·杜弗雷斯（法語：Jean-Gabriel-Taurin Dufresse）是天主教四川宗座代牧區宗座代牧、法国巴黎外方传教会传教士及天主教中华殉道圣人。

## 生平

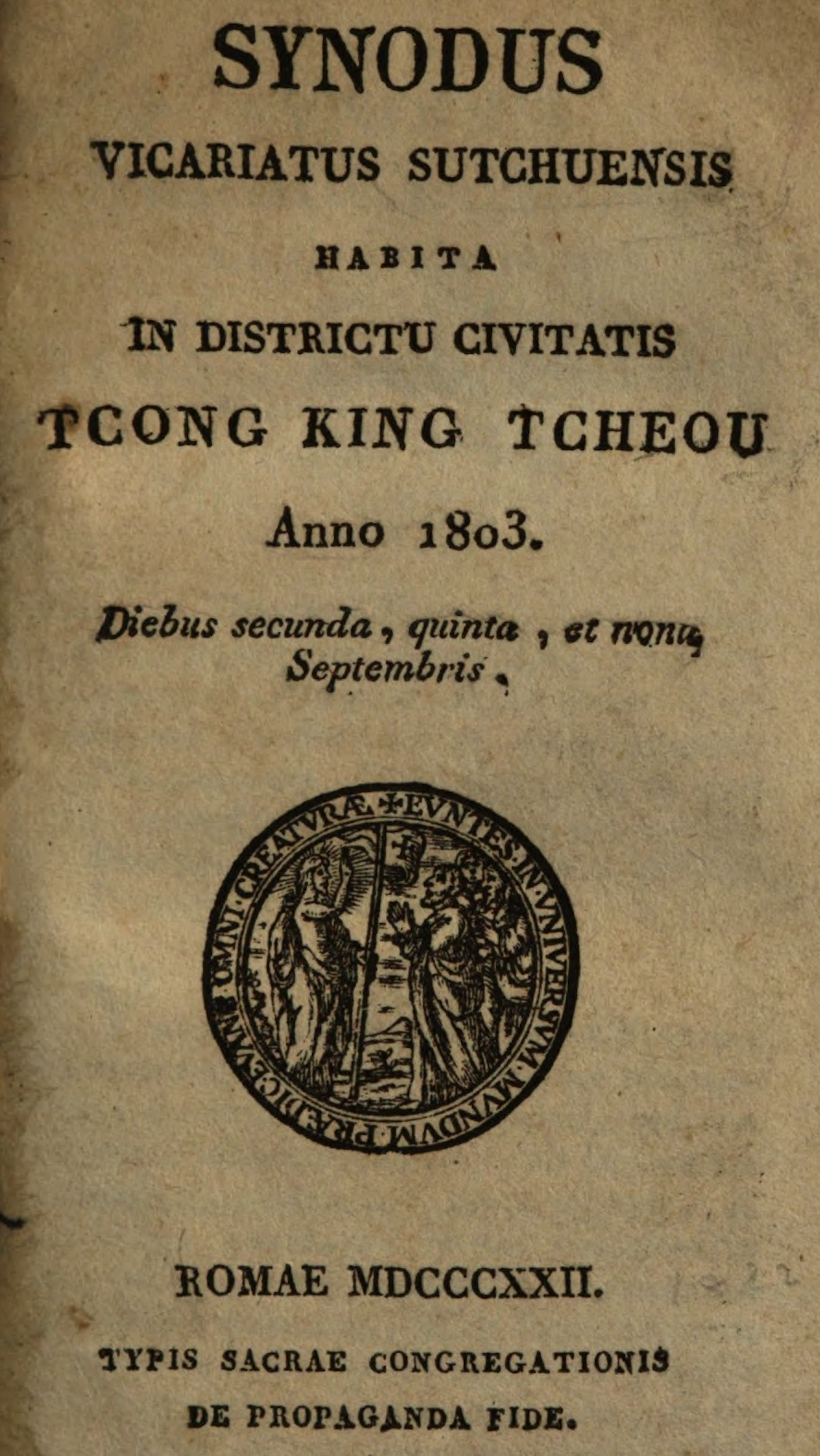
1803年的四川會議成果報告冊《Synodus Vicariatus Sutchuensis》（四川代牧區會議），於1822年在羅馬出版。徐德新的四川教會大會是在中國境內首次召開的天主教會議。

徐德新于1750年12月8日在法国勒祖出生，1774年9月17日成为巴黎外方传教会神父。他於1775年被派往中国，取名李多林，1777年到四川省传教。他学会中国语言后，四川宗座代牧區宗座代牧范益盛主教委派他治理川西教务。他於1778年5月7日抵达成都。他於1785年被中国政府驱逐但在1789年又秘密返回，化名徐德新，负责川东及及贵州教务。
1792年9月28日，范益盛主教去世，冯若望继任宗座代牧，徐德新为辅理主教。1798年7月24日（47岁），他獲任命為四川宗座代牧區助理宗座代牧，1800年7月25日晉牧。冯主教於1801年11月15日逝世，徐德新升任四川宗座代牧區宗座代牧，署理云、贵2省。徐主教的宗座代牧区於1802年共有教友四万人、两位主教、两位西洋教士和十六位华籍神父。在相对平安的1803年9月2至9日，他在成都市以西約40公里的崇慶州（今崇州市）召集14人四川会议並制定若干教规，是為在中國境內首次召開的天主教教會會議。該會議的成果獲得羅馬的嘉許，並对后来中国教会的发展产生了深远影响。
1811年，嘉庆帝下令处死中国所有西方神职人员。1815年，徐德新的身分暴露，5月8日解往成都，9月14日开庭。根据嘉庆帝的命令，他、另一位主教及9名神父一同被斩首，首级悬于城门三日，年64岁。四年后，一位林姓国籍神父将主教之首级由一和尚之手取回，1857年，首级及遗骸送至巴黎外方传教会修院。

## 宣福與封聖
教宗良十三世於1900年5月27日在聖伯多祿大殿將他宣福。2000年10月1日，教宗若望·保禄二世将他与百余位中华殉道真福封圣。庆日定于11月24日。